# Daniel Blanch
Daniel Blanch (* 30. Oktober 1974 in Barcelona) ist ein katalanischer klassischer Pianist. Als Schüler von Maria Canals und Alicia de Larrocha steht Blanch in der Tradition der Katalanischen Pianistenschule.

## Leben und Werk
Daniel Blanch studierte zunächst an der Barceloneser Acadèmia de Música Ars Nova bei Maria Canals und Raquel Millàs. Nachdem er dort 1995 den Titel eines höheren Klavierlehrers erhalten hatte, unternahm er Aufbaustudien bei Maria Tipo und Ramon Coll. Weiterhin absolvierte er Meisterkurse bei Josep Colom, Alberto Portugheis und bei Alícia de Larrocha. Später erarbeitete er sich in Paris bei Brigitte Engerer ein breites Repertoire.
Im Wettbewerb El Primer Palau erreichte er einen zweiten Platz. Beim Internationalen Maria-Canals-Wettbewerb 1993 erhielt er in der Kategorie für junge Pianisten einstimmig einen ersten Preis. 2004 erhielt im gleichen Wettbewerb in der Kategorie Sonatenduo zusammen mit der polnischen Violinistin Kalina Macuta wieder einstimmig einen ersten Preis.
Als Konzertpianist trat Blanch im Brahms-Saal des Wiener Musikvereins, in der St. James’s Church in London, im Auditorium Manuel de Falla von Granada, in der Witold-Lutosławski-Halle in Warschau und in der Casa Elizalde (mit der Sopranistin Marta Mathéu) oder im Palau de la Música Catalana in Barcelona auf. Er arbeitete mit  dem Symphonieorchester Warschau, dem Nationalen Kubanischen Symphonieorchester, dem Prager Radiophilharmonieorchester sowie dem Prager Kammerorchester zusammen.
Seit 2002 bildet Blanch mit der polnischen Geigerin Kaluta Macuta ein Kammermusikduo. Dieses Duo hat zahlreiche Konzerte bei Festivals in Spanien gegeben, in denen Blanch und Macuta klassische Werke des internationalen Repertoires mit hochklassigen unbekannteren Werken von polnischen und spanischen Komponisten kombinierten. 2008 spielte das Duo eine CD mit zwei Sonaten für Violine und Klavier von Ludwig van Beethoven ein. Blanch selbst hat zahlreiche Tonträgeraufnahmen eingespielt. In den letzten Jahren stellte er dabei Konzerte von katalanischen Komponisten wie Joaquim Nin-Culmell, Carlos Suriñach, Ricard Lamote de Grignon und Manuel Blancafort in den Mittelpunkt.
2011 war er Gründungsmitglied der Associació Joan Manén, einem Verein, dessen Vorsitzender er aktuell ist. Ziel dieses Vereins ist das Bekanntmachen und die Verbreitung der Musik des Barceloneser Komponisten Joan Manén i Planas.